# Монтеро, Астрид
Астрид Паола Монтеро Чиринос (исп. Astrid Paola Montero Chirinos; 20 мая 2003) — венесуэльская спортсменка, борец вольного стиля, призёр Панамериканского чемпионата. Занимается также пляжной борьбой.

## Карьера
В начале декабря 2021 года колумбийском Кали стала победителем юниорских Панамериканских Игр. В октябре 2022 года в испанской Понтеведре, одолев в схватке за 3 место Амелину Дуар из Франции, стала обладателем бронзовой медали Чемпионата мира среди спортсменов до 23 лет 2022. В конце июня 2023 года в Сан-Сальвадоре завоевала бронзовую медаль Центральноамериканских и Карибских игр. В феврале 2024 года в мексиканском Акапулько стала бронзовым призёром Панамериканского чемпионата.

## Достижения
- Чемпионат мира по борьбе среди спортсменов до 23 лет 2022 — ;
- Центральноамериканские и Карибские игры 2023 — ;
- Панамериканский чемпионат по борьбе 2024 — ;